# Station Brendemühl
Station Brendemühl is een spoorwegstation in de Poolse plaats Jatki. Treptow Vorstadt voor 1945 lag deze plaats in Duitsland en heette Brendemühl.
De spoorlijn van Wysoka Kamieńska (Wietstock (Pommern)) naar Trzebiatów (Treptow (Rega)) is in 1945 door het Rode Leger ontmanteld.